# Tromsøbroen
69°39′07″N 018°58′33″Ø / 69.65194°N 18.97583°Ø
Tromsøbroen er en bro som krydser Tromsøysundet mellem Tromsdalen på fastlandet og Tromsø på Tromsøya. Broen blev tegnet af Erling Viksjø og var den første frit frembyg-bro som blev bygget i Norge. Broen fik prisen Betongtavlen for 1963.
Broen består af pladsstøbt dække i beton, med slanke bropiller, også i beton. «Frit-frem-delen» blev støbt i sektioner på 3 m af gangen, på hver side, til enderne mødtes. Broen har 58 spænd. Den blev bygget fra 1958 og åbnet i 1960 og er nu en del af riksvej 862. 
Tromsøbroen blev i 2002 foreslået beskyttet i Nasjonal verneplan for veger, bruer og vegrelaterte kulturminner. Riksantikvaren fredede Tromsøbroen 17. april 2008.
Tromsøbroen var blandt de mest udsatte for selvmord og selvmordsforsøg i hele landet før der i 2005 blev monteret et «selvmordsgærde» for at forhindre dette. Svenske Vägverket har studeret denne løsning, og vurderer at de vil opsætte lignende i Sverige.

### Tunneler i området
- Tromsøysundtunnelen
- Kvalsundtunnelen
- Ryaforbindelsen (under bygning)